# АІ-26

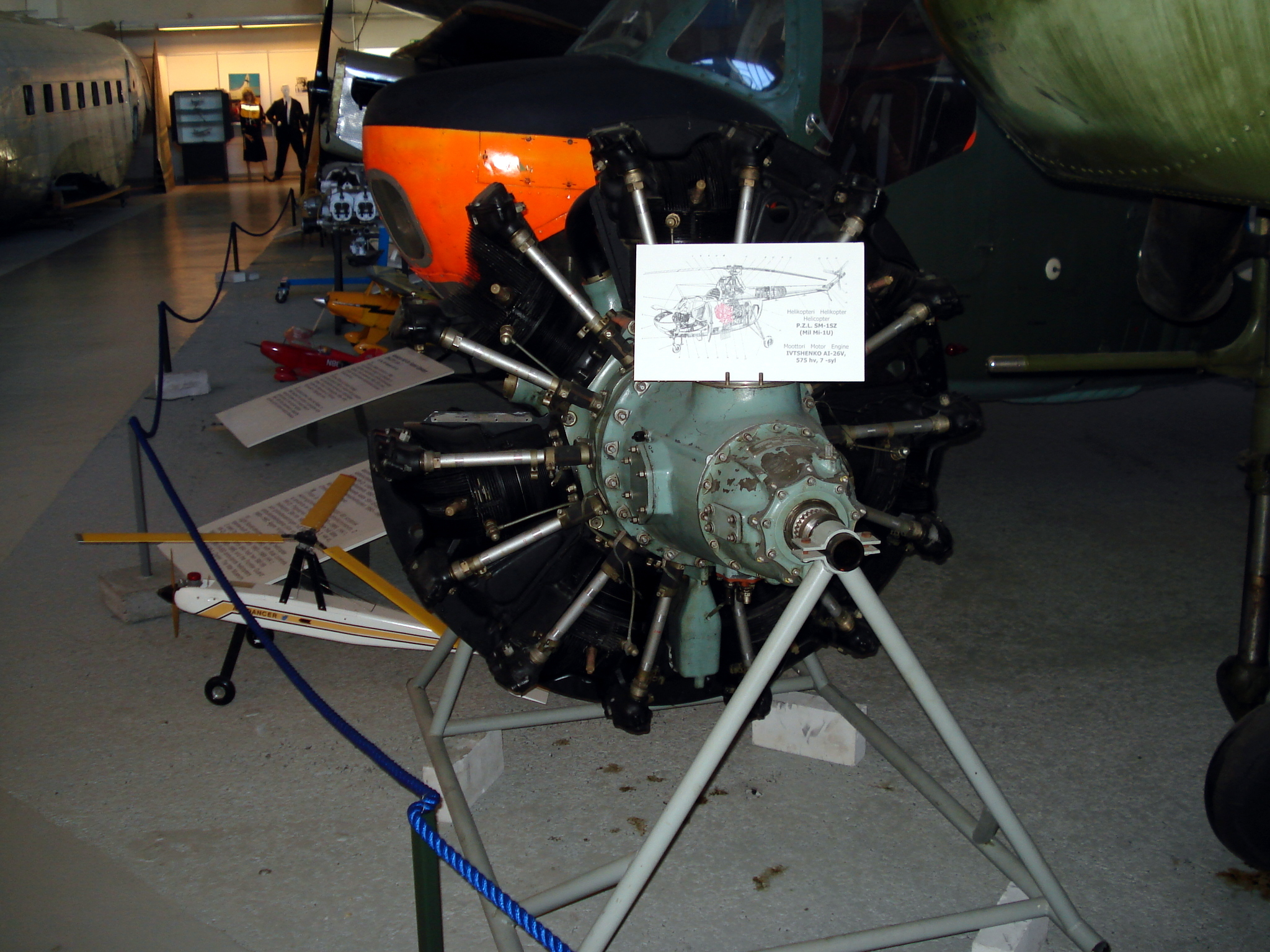
Двигун АІ-26В виставлений у фінському музеї авіації.

АІ-26 - ратактний авіаційний двигун повітряного охолодження.
В 1946 році в ЗМКБ «Прогрес» був створений двигун М-26ГР (Гелікоптерний, Редукторний) потужністю 500 к.с., пізніше перейменований на АІ-26ГР. Це був перший у світі поршневий двигун повітряного охолодження, спеціально призначений для вертольотів. В 1946 році проведено державні випробування двигуна, а вже в 1947 розпочатий серійний випуск на моторобудівному заводі в Запоріжжі (Мотор Січ). В 1953 р. в конструкторському бюро М.Л. Міля був побудований вертоліт Мі-1 для якого в ЗМКБ «Прогрес» розробили нову модифікацію двигуна АІ-26В потужністю 575 к.с. АІ-26В також випускався в Польщі в 1960-х, під назвою Lit-3, а пізніше PZL-3S. Серійне виробництво тривало з 1947 по 1970 рр. Загалом було випущено понад 4000 двигунів АІ-26 усіх модифікацій.

## Модифікації
- АІ-26ГР – базовий двигун потужністю 500 к.с.
- АІ-26ГРФ – форсований, потужністю 550 к.с.
- АІ-26ГРФЛ  - модифікований, потужністю 575 к.с.

Усі три модифікації встановлювалися на вертольоти І.П. Братухіна: Г-4, Б-5, Б-9, Б-10, Б-11, а також на Як-100 О.С. Яковлєва.
- АІ-26В – виготовлений для вертольота Мі-1
- Lit-3 (PZL-3S) - АІ-26В польського виробництва, встановлювались на літаки Ayres Thrush і Air Tractor AT-400 та вертольоти SM-1 і  SM-2 (польські модифікації Мі-1)